# Felipe Sapag
Felipe Sapag (14 de fevereiro de 1917 - 14 de março de 2010) foi um político argentino, cinco vezes governador da província de Neuquén.